# Klasika Primavera 2001
La Klasika Primavera 2001, quarantasettesima edizione della corsa, si svolse il 15 aprile 2001 su un percorso totale di 182,7 km. Fu vinta dallo spagnolo Igor Astarloa che terminò la gara in 4h14'20". La gara era classificata di categoria 1.3.

## Ordine d'arrivo (Top 10)
| Pos. | Corridore          | Squadra       | Tempo    |
| ---- | ------------------ | ------------- | -------- |
| 1    | Igor Astarloa      | Mercatone Uno | 4h14'20" |
| 2    | Eddy Mazzoleni     | Tacconi Sport | s.t.     |
| 3    | Gianni Faresin     | Liquigas-Pata | s.t.     |
| 4    | Daniel Clavero     | Mercatone Uno | s.t.     |
| 5    | Bingen Fernández   | Euskaltel     | s.t.     |
| 6    | Txema del Olmo     | Euskaltel     | s.t.     |
| 7    | Abraham Olano      | ONCE-Eroski   | s.t.     |
| 8    | Francisco Mancebo  | iBanesto.com  | s.t.     |
| 9    | Udo Bölts          | Deutsche Tel. | s.t.     |
| 10   | Peter Luttenberger | Tacconi Sport | s.t.     |